# Доналд Садерланд
Доналд Садерланд (енгл. Donald Sutherland; Сент Џон, 17. јул 1935 — Мајами, 20. јун 2024) био је канадски глумац. Садерланд се прославио тумачењем улога атипичних војника у филмовима као што су Дванаест жигосаних, MASH, Келијеви хероји. Доналд Садерланд је и отац Кифера Садерланда, такође глумца.

## Детињство и младост
Доналд Садерланд рођен је у Сент Џону у Канади од оца Фредерика Макли Садерланда и мајке Дороти Изабел. Садерланд је делом Шкот, Немац и Енглез. Детињство је провео у Новој Шкотској. Са 14 година добио је посао у локалној радио-станици где је радио као дописник. Касније се уписао на Викторија колеџ Универзитета у Торонту где је завршио за инжињера технике и за глумца. Касније се Садерланд определио само за бављење глумом те је уписао Лондонску академију за драму и музику, 1957. године.

## Почетак каријере
Доналд је након завршене академије у Лондону почео да глуми у британским хорорима. После појављивања у серији „Пут за бекство“ продуценти којима се свидео његов наступ у серији, понудили су му улогу у филму који ће га прославити, „Дванаест жигосаних“. Пошто је снимио „Дванаест жигосаних“ Садерланд се из Лондона преселио у Холивуд.

## Филмографија
| Улоге Доналд Садерланд |                                      |                                |                                        |                         |
| Година                 | Српски назив                         | Изворни назив                  | Улога                                  | Напомена                |
| 1967.                  | Дванаест жигосаних                   | The Dirty Dozen                | Вернон Л. Пинкли                       |                         |
| 1970.                  | Меш                                  | M*A*S*H                        | капетан Бенџамин Френклин "Хокај" Пирс |                         |
| 1970.                  | Ратници                              | Kelly's Heroes                 | Одбол                                  |                         |
| 1971.                  | Клут                                 | Klute                          | Џон Клут                               |                         |
| 1973.                  | Не окрећи се                         | Don't Look Now                 | Џон Бакстер                            |                         |
| 1976.                  | Двадесети век                        | Novecento                      | Атила Меланчини                        |                         |
| 1977.                  | Филм на жару                         | The Kentucky Fried Movie       | трапави келнер                         |                         |
| 1978.                  | Инвазија трећих бића                 | Invasion of the Body Snatchers | Метју Бенел                            |                         |
| 1980.                  | Обични људи                          | Ordinary People                | Калвин Џерет                           |                         |
| 1989.                  | Бела сезона суше                     | A Dry White Season             | Бен ду Туа                             |                         |
| 1989.                  | Иза браве                            | Lock Up                        | управник Ворден Драмгул                |                         |
| 1991.                  | Повратни удар                        | Backdraft                      | Роналд Бартел                          |                         |
| 1992.                  | Бафи убица вампира                   | Buffy the Vampire Slayer       | Мерик                                  |                         |
| 1993.                  | Шест степени раздвајања              | Six Degrees of Separation      |                                        |                         |
| 1994.                  | Разоткривање                         | Disclosure                     | Боб Гарвин                             |                         |
| 1995.                  | Смртоносни вирус                     | Outbreak                       | генерал-мајор Доналд Меклинток         |                         |
| 1996.                  | Време за убијање                     | A Time to Kill                 | Лусијен Вилбенкс                       |                         |
| 1998.                  | Посрнули                             | Fallen                         | поручник Стентон                       |                         |
| 1999.                  | Вирус                                |                                | капетан Роберт Евертон                 |                         |
| 2000.                  | Свемирски каубоји                    | Space Cowboys                  | капетан у пензији Џери О’Нил           |                         |
| 2003.                  | Италијански посао                    | The Italian Job                | Џон Бриџер                             |                         |
| 2003.                  | Сјај трулог новца                    |                                |                                        | (ТВ серија, 23 епизоде) |
| 2005.                  | Гордост и предрасуда                 | Pride & Prejudice              | господин Бенет                         |                         |
| 2011.                  | Орао                                 |                                | Акила                                  |                         |
| 2011.                  | Како се решити шефа                  | Horrible Bosses                | власник фирме                          |                         |
| 2012.                  | Игре глади                           |                                | председник Кориолан Сноу               |                         |
| 2013.                  | Игре глади: Лов на ватру             |                                | председник Кориолан Сноу               |                         |
| 2014.                  | Игре глади: Сјај слободе − Први део  |                                | председник Кориолан Сноу               |                         |
| 2015.                  | Игре глади: Сјај слободе − Други део |                                | председник Кориолан Сноу               |                         |
| 2018.                  | Поверење                             |                                | Џ. Пол Гети                            | (ТВ серија, 10 епизода) |
| 2019.                  | До звезда                            |                                | пуковник Томас Пруит                   |                         |
| 2022.                  | Месечев пад                          |                                | Холденфилд                             |                         |